# Pro-art
Pro-art – polska telewizja lokalna z siedzibą w Ostrowie Wielkopolskim. Działa na terenie województwa wielkopolskiego. Telewizja Pro-art dostępna jest w ofercie telewizji Promax.

## Programy
- Wydarzenia - magazyn informacyjny
- Taśma w górę - magazyn żużlowy
- Zielono mi - magazyn ogrodniczy
- Komentarz Gospodarczy - magazyn gospodarczy
- ABC Bobasa - magazyn o niemowlętach
- Atelier - magazyn kulturalny
- Moda i Uroda - magazyn dla pań
- Transmisje sportowe - magazyn sportowy
- Okolice sportu - magazyn sportowy
- Świat w oczach dziecka - magazyn o małych dzieciach

## Akcje i konkursy
- Wspomnienia z wakacji
- Konkurs "Wakacje w parku przygód"
- List do św. Mikołaja
- Telewizja Proart
- Niech wszyscy mają święta
- Oddaj krew z kablówką
- Warto pomagać
- Konkurs plastyczny "Wymarzone wakacje"